# Gallagher and Lyle

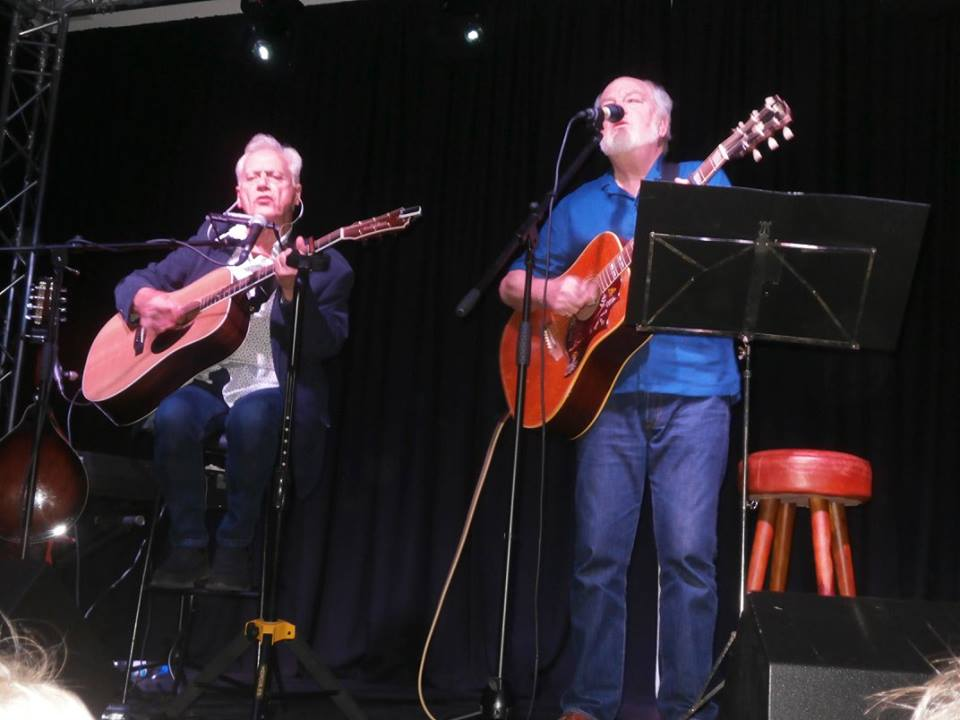
Gallagher and Lyle auf der Bühne im schottischen Greenock im Juli 2017

Gallagher and Lyle war ein britisches Singer-Songwriter-Duo, das aus Benny Gallagher (Gesang, Gitarre, Klavier, Bassgitarre, Piano Akkordeon, Mandoline, Okarina, Mundharmonika) und Graham Lyle (Gesang, Gitarre, Mandoline, Banjo, Violine) bestand. Bekannt wurden sie als Duo vor allem mit ihren Top-Ten-Hits I Wanna Stay With You und Heart on My Sleeve (1976).

## Karrieren
Mit 19 Jahre begannen die beiden Schotten Benny Gallagher und Graham Lyle, gemeinsam Songs zu schreiben. Eines ihrer ersten veröffentlichten Lieder war 1964 Mr Heartbreak’s Here Again, das von Dean Ford and the Gaylords aufgenommen wurde, den späteren Marmalade. 1968, unterdessen nach London gegangen, wurden sie von Apple Records, dem Musikverlag der Beatles unter Vertrag genommen, um Songs für Künstler wie Mary Hopkin (Sparrow, International) zu schreiben.
Ende 1969 schlossen sie sich der Band McGuinness Flint an; für diese schrieben sie die Top-Ten-Hits When I’m Dead and Gone und Malt and Barley Blues.
1972 trennten sie sich von den weiteren Musikern von McGuinness Flint, Tom McGuinness und Hughie Flint, um als Duo weiterzumachen. Gleichzeitig spielten sie auch in Ronnie Lanes Band Slim Chance. Ihr fünftes Album als Duo brachte Gallagher and Lyle den ersten kommerziellen Erfolg. Das Album Breakaway und das als Single veröffentlichte I Wanna Stay With You platzierten sich im Februar 1976 gleichzeitig in den britischen Charts. In den folgenden Wochen gelang das auch Heart on My Sleeve. Breakaway, den Titelsong ihre Albums, hatten Gallagher und Lyle zuvor auch bereits Art Garfunkel überlassen, der die Komposition schon 1975, ein Jahr vor Gallagher und Lyle, auf seinem zweiten Solo-Album veröffentlicht und dieses gleichfalls Breakaway genannt hatte. Später coverte Garfunkel auch die Gallagher-Lyle-Komposition A Heart in New York. Dieses Stück wurde 1981 auch von Simon and Garfunkel bei deren Concert in Central Park gespielt, das 1982 als Livealbum veröffentlicht wurde.
Das 1979 veröffentlichte Album brachte Gallagher und Lyle nur mäßigen Erfolg. 1980 trennten sich die Wege des Duos.
Lyle suchte sich für seine Songs einen neuen Partnerautor, Terry Britten, und die beiden schrieben gemeinsam Hits wie What’s Love Got to Do with It? für Tina Turner (für den sie 1985 einen Grammy erhielten) oder Just Good Friends für Michael Jackson. Außerdem zeichnet er als Co-Autor von I Should Have Known Better von Jim Diamond oder Tina Turners We Don’t Need Another Hero. Gemeinsam mit seinem alten Weggefährten Tom McGuinness veröffentlichte er 1983 (als Lyle McGuinness) das Album Acting on Impulse.
Gallagher war später kurzzeitig Mitglied der Manfreds, einer Band, in der sich mehrere ehemalige Mitglieder von Manfred Mann zusammenfanden, darunter auch Tom McGuinness.

## Bandmitglieder
- Graham Hamilton Lyle (* 11. März 1944 in Bellshill, Schottland)
- Benny Gallagher (* 10. Juni 1945 in Largs, Ayrshire, Schottland)

## Diskografie (Alben)
- 1972: Gallagher and Lyle
- 1973: Willie and the Lapdog
- 1973: Seeds
- 1974: The Last Cowboy
- 1976: Breakaway
- 1977: Love on the Airwaves
- 1978: Showdown
- 1979: Lonesome No More
- 1991: The Very Best of Gallagher & Lyle (Kompilation)
- 1999: Live in Concert (live, BBC-Aufnahmen)
- 2004: The River Sessions (aufgenommen für Radio Clyde, 1974)